# Орашац (Лесковац)
Орашац је насељено место града Лесковца у Јабланичком округу. Према попису из 2022. било је 456 становника.

## Географија
Удаљено 12 km од Лесковца у правцу Суве планине. Налази се на магистралном путу који, у подножју Суве планине спаја три општине: Гаџин Хан, Власотинце и Бабушницу. Има око 150 кућа и представља административни центар минирегије коме гравитирају остала околна села. Терен на коме се налази је претежно брдовит, иначе се само село налази у ували опкољено брдима која предсављају подножје Бабичке горе. У селу се налази месна канцеларија градске управе Града Лесковца, пошта и Основна школа Јосиф Панчић.

## Положај и тип села
Подигнут је на присојној страни усеклине коју је Орашачка река издубила у језерској површи. Од села ка истоку земшљиште се терасасто диже те је поменута усеклина све дубља, док је ка западу све плића због опадања надморске висине земљишта које прелази у алувијалну равницу Јужне Мораве. Последица оваквог положаја је згуснуто село, на једној гомили.

## Етимологија
Назив села потиче од ораха којима погодује микроклима у удолини Орашачке реке, где су заклоњени од северних ветрова који доносе хладне таласе и омогућују ране појаве слана.

## Хидрографске карактеристике
Кроз село протиче Орашачка река која је име добила по њему. Њене компоненте су Дрнска река и Бучје, које се састају изнад Орашца. У селу има кладенаца, бунара, водовода.

## Демографија
У насељу Орашац живи 486 пунолетних становника, а просечна старост становништва износи 44,4 година (42,4 код мушкараца и 46,6 код жена). У насељу има 155 домаћинстава, а просечан број чланова по домаћинству је 3,75.
Ово насеље је великим делом насељено Србима (према попису из 2002. године), а у последња три пописа, примећен је пад у броју становника.
|  |

| Демографија | Демографија | Демографија |
| Година      | Становника  | Становника  |
| ----------- | ----------- | ----------- |
| 1948.       | 741         |             |
| 1953.       | 812         |             |
| 1961.       | 804         |             |
| 1971.       | 743         |             |
| 1981.       | 728         |             |
| 1991.       | 655         | 651         |
| 2002.       | 582         | 595         |
| 2011.       | 525         |             |
| 2022.       | 456         |             |

| Етнички састав према попису из 2002.‍ | Етнички састав према попису из 2002.‍ | Етнички састав према попису из 2002.‍ | Етнички састав према попису из 2002.‍ | Етнички састав према попису из 2002.‍ |
| ------------------------------------ | ------------------------------------ | ------------------------------------ | ------------------------------------ | ------------------------------------ |
|                                      |                                      |                                      |                                      |                                      |
| Срби                                 | Срби                                 |                                      | 580                                  | 99,65%                               |
| Хрвати                               | Хрвати                               |                                      | 1                                    | 0,17%                                |
| непознато                            | непознато                            |                                      | 1                                    | 0,17%                                |

| Година пописа     | 1948. | 1953. | 1961. | 1971. | 1981. | 1991. | 2002. |
| ----------------- | ----- | ----- | ----- | ----- | ----- | ----- | ----- |
| Број домаћинстава | 115   | 130   | 148   | 169   | 167   | 163   | 155   |

| Број чланова      | 1  | 2  | 3  | 4  | 5  | 6  | 7 | 8 | 9 | 10 и више | Просек |
| ----------------- | -- | -- | -- | -- | -- | -- | - | - | - | --------- | ------ |
| Број домаћинстава | 14 | 44 | 16 | 21 | 28 | 21 | 7 | 3 | 1 | 0         | 3,75   |

| Пол    | Укупно | Неожењен/Неудата | Ожењен/Удата | Удовац/Удовица | Разведен/Разведена | Непознато |
| ------ | ------ | ---------------- | ------------ | -------------- | ------------------ | --------- |
| Мушки  | 262    | 71               | 170          | 21             | 0                  | 0         |
| Женски | 245    | 26               | 177          | 40             | 2                  | 0         |
| УКУПНО | 507    | 97               | 347          | 61             | 2                  | 0         |

| Пол    | Укупно                    | Пољопривреда, лов и шумарство | Рибарство                            | Вађење руде и камена | Прерађивачка индустрија       |
| ------ | ------------------------- | ----------------------------- | ------------------------------------ | -------------------- | ----------------------------- |
| Мушки  | 208                       | 139                           | 0                                    | 0                    | 25                            |
| Женски | 168                       | 143                           | 0                                    | 0                    | 7                             |
| УКУПНО | 376                       | 282                           | 0                                    | 0                    | 32                            |
| Пол    | Производња и снабдевање   | Грађевинарство                | Трговина                             | Хотели и ресторани   | Саобраћај, складиштење и везе |
| Мушки  | 0                         | 11                            | 12                                   | 1                    | 6                             |
| Женски | 0                         | 1                             | 5                                    | 0                    | 1                             |
| УКУПНО | 0                         | 12                            | 17                                   | 1                    | 7                             |
| Пол    | Финансијско посредовање   | Некретнине                    | Државна управа и одбрана             | Образовање           | Здравствени и социјални рад   |
| Мушки  | 0                         | 0                             | 1                                    | 5                    | 2                             |
| Женски | 0                         | 1                             | 2                                    | 1                    | 6                             |
| УКУПНО | 0                         | 1                             | 3                                    | 6                    | 8                             |
| Пол    | Остале услужне активности | Приватна домаћинства          | Екстериторијалне организације и тела | Непознато            | Непознато                     |
| Мушки  | 2                         | 0                             | 0                                    | 4                    | 4                             |
| Женски | 0                         | 0                             | 0                                    | 1                    | 1                             |
| УКУПНО | 2                         | 0                             | 0                                    | 5                    | 5                             |

## Галерија
- Панорама села.
- Водоток у селу.
- Амбуланта.